# Alfred Koch (Mikrobiologe)
Alfred Koch (* 8. November 1858 in Erfurt; † 22. Juni 1922 in Göttingen) war ein deutscher Mikrobiologe.
Koch, Sohn eines Realschuldirektors, studierte Botanik an der Universität Straßburg und wurde dort 1884 mit einer Arbeit über die Siebröhren in Blättern zum Dr. phil. promoviert. Seit 1886 arbeitete er am Pflanzenphysiologischen Institut der Universität Göttingen. 1888 habilitierte er sich hier mit einer Arbeit über die Morphologie und Entwicklungsgeschichte einiger Bakterienformen. Bis 1895 war er Privatdozent für Botanik in Göttingen, dann sechs Jahre lang Lehrer an der Weinbauschule in Geisenheim. Von 1901 bis zu seinem Tode leitete er als Professor und Direktor das von ihm gegründete Landwirtschaftlich-Bakteriologische Institut der Universität Göttingen.
Kochs Forschungsschwerpunkt war die Agrikulturbakteriologie. In Laborversuchen untersuchte er vor allem die Stickstoffbindung durch Bodenbakterien. In langjährigen Feldversuchen prüfte er die Stickstoffanreicherung auf Brachflächen. Koch erkannte frühzeitig die Bedeutung der Enzyme im Leben der Bakterien und Pilze. Die für den Landbau wesentlichen Ergebnisse hat er überwiegend im Journal für Landwirtschaft veröffentlicht. Beachtenswert ist sein 1922 posthum erschienenes Buch Mikrobiologisches Praktikum.

## Schriften
- Ergebnisse zehnjähriger vergleichender Feldversuche über die Wirkung von Brache, Stalldünger und Klee. In: Journal für Landwirtschaft. Band 61. 1913, S. 245–281.
- Mikrobiologisches Praktikum. Nach dem Tode des Verfassers herausgegeben von Richard Koch. Springer, Berlin 1922.